# Dmitrij Medvedev
Dmitrij Anatoljevitj Medvedev ( ( hør), russisk: Дмитрий Анатольевич Медведев, tr. Dmitrij Anatolevitj Medvedev; født 14. september 1965 i Leningrad i Sovjetunionen) er en russisk partileder og politiker, der siden 2020 har været næstformand for Ruslands sikkerhedsråd. Medvedev var Ruslands præsident fra 2008 til 2012 og Ruslands premierminister fra 2012 til 2020.
Medvedev er cand.jur., bestyrelsesformand for det russiske energiselskab Gazprom og var stabschef for Vladimir Putin. Han blev udnævnt til 1. vicestatsminister 14. november 2005. Den 10. december 2007 meddelte Putins parti, Det Forenede Rusland, at det havde udpeget Medvedev til kandidat til det russiske præsidentvalg i marts 2008. Putin var premierminister under Medvedevs præsidentskab. 
Ved præsidentvalget den 2. marts 2008 fik Medvedev 63% af stemmerne. Han genopstillede ikke ved valget den 4. marts 2012, hvor Vladimir Putin var Det Forenede Ruslands præsidentkandidat. Putin afløste Medvedev som præsident den 7. maj 2012, og samme dag indstillede Putin sin præsidentielle forgænger som premierminister. Det godkendtes af Statsdumaen den 8. maj 2012.
Siden den 30. maj 2012 har Medvedev tillige været formand for partiet Det Forenede Rusland.